# Sympycnus marcidus
Sympycnus marcidus är en tvåvingeart som beskrevs av Wheeler 1899. Sympycnus marcidus ingår i släktet Sympycnus och familjen styltflugor. Inga underarter finns listade i Catalogue of Life.